# Massacre de Safsaf
 (août 2011).
Si vous disposez d'ouvrages ou d'articles de référence ou si vous connaissez des sites web de qualité traitant du thème abordé ici, merci de compléter l'article en donnant les références utiles à sa vérifiabilité et en les liant à la section « Notes et références ».
Pour les articles homonymes, voir Safsaf.
Le massacre de Safsaf a eu lieu la nuit du 29 octobre au 30 octobre 1948, au cours de l'opération Hiram, dont le but était, selon les forces de défense d'Israël, de « détruire l’ennemi dans la poche du centre de la Galilée, prendre le contrôle de toute la Galilée et d’établir une ligne de défense sur la frontière nord du pays ». Safsaf est attaqué par deux sections de véhicules blindés et une compagnie de chars de la 7e brigade israélienne (dite Sheva) ; des combats acharnés entre ces unités et le 2e bataillon Yarmuk de l'Armée de libération arabe durent du soir aux premières heures du matin. Entre 50 et 70 Arabes sont tués.
Le village a été attaqué au cours de la soirée du 29 octobre. La bataille dura toute la nuit, jusqu'au lendemain matin. Les assaillants se sont vu infliger de lourdes pertes par les défenseurs du village. Safsaf fut le premier village à tomber lors de l'opération Hiram.
Les détails du massacre ont été rendus publique par plusieurs rapporteurs contemporains et via l'histoire orale arabe. Yossef Nachmani, un officier supérieur de la Haganah, (et plus tard, le directeur du Fonds national juif en Galilée orientale) a noté dans son journal ce qu'il avait appris par Immanuel Friedman, un représentant du ministère des affaires concernant les minorités :
« À Safsaf, après que les habitants eurent agité un drapeau blanc, les soldats rassemblèrent puis séparèrent les hommes des femmes. Ils lièrent les mains de cinquante à soixante fellahs (paysans) et les exécutèrent par balles. Ils furent ensuite enterrés dans une fosse commune. Par la suite, plusieurs femmes furent violées. » (Cité par Zertal, 2005, p. 171; voir également Morris, 2004, p. 500)
Ces témoignages détaillés sont appuyés par plusieurs témoins arabes, qui ont par la suite raconté leur version des faits aux historiens. Nafez Nazzal parle de quatre témoins de viols et de l'assassinat de quelque 70 hommes. Après le massacre, le reste des villageois prit la fuite vers le Liban. Au moins deux enquêtes internes sur le massacre furent lancées durant les années 1948-1949 par Tsahal, mais les rapports demeurent classés et non disponibles.